# Ajumu Goromaru
Ajumu Goromaru ((五郎丸 歩, Gorōmaru Ayumu, 1. března 1986, Fukuoka) je bývalý japonský ragbista, který hrál jako zadák. Za Japonsko odehrál 57 zápasů a připsal si 711 bodů (2005 - 2015). Na MS 2015 pomohl Japonsku 24 body poprvé v historii porazit Jihoafrickou republiku. V zápasech proti Samoe a USA byl zvolen nejlepším hráčem zápasu a byl vybrán do nejlepší sestavy světového šampionátu 2015. Celkově si na MS 2015 připsal 58 bodů a nechyběl ani jednu minutu na hřišti.
V sezonách 2011/12 (182 bodů), 2012/13 (149 bodů) a 2015/16 (83 bodů) byl hráčem, co si v japonské lize připsal nejvíce bodů. V těchto sezonách a také v sezonách 2013/14 a 2014/15 byl zvolen do nejlepší sestavy roku japonské ligy. Jednu sezonu odehrál v Super Rugby a francouzské nejvyšší soutěži. Kariéru ukončil v roce 2021.

## Kariéra

### Klubová kariéra
- 2008/09 - 2015/16 Shizuoka Blue Revs
- 2016 Queensland Reds
- 2016 - 2017 Toulon
- 2017/2018 - 2020/21 Shizuoka Blue Revs